# 布施由紀子
布施 由紀子（ふせ ゆきこ、1953年 - ）は、日本の翻訳家。
大阪府生まれ。大阪外国語大学英語学科卒業。フェロー・アカデミー講師。

## 訳書
- ネヴァダ・バー『山猫』福武書店、1994年
- マイケル・ドブズ『危険な選択』日本放送出版協会、1994年
- ダン・シモンズ『夜の子供たち』（上・下）角川文庫、1995年
- エリザベス・チャドウィック『トゥルーナイト』角川文庫、1995年
- スティーブ・ペリー『エイリアン―─地球殲滅』角川ホラー文庫、1995年
- ステファニー・D・フレッチャー『Eメール・ラブ』徳間書店、1996年
- ミッチェル・スミス『エヴァン・スコットの戦争』新潮文庫、1997年
- エリック・ゼンシー『パナマ』日本放送出版協会、1997年
- ケン・グリムウッド『ディープ・ブルー』角川文庫、1997年
- ローレンス・ブロックほか著、ミステリー・シーン編集『現代ミステリーの収穫１　ケラーの療法』東江一紀ほか共訳、扶桑社、1997年
- ミッチェル・スミス『沸点の街』新潮文庫、1998年
- クリストファー・リーブ『車椅子のヒーロー―─あの名俳優クリストファー・リーブが綴る「障害」との闘い』徳間書店、1998年
- ローリー・キング『捜査官ケイト 消えた子』集英社文庫、1998年
- マリオン・ウィニク『お弁当箱クロニクル』白水社、1999年
- コリン・ブルース『名探偵ホームズの科学事件簿　ワトスン君、もっと科学に心を開きたまえ』角川書店、1999年
- マイケル・アイズナー『ディズニー・ドリームの発想』（上・下）徳間書店、2000年
- アリス・ブランチャード『闇を覗きしもの』角川書店、2000年
- J・ウォリス・マーティン『鳥だけが見ていた』角川文庫、2000年
- ローリー・キング『捜査官ケイト　夜勤』集英社文庫、2001年
- ダリン・ストラウス『運命の双子』角川書店、2001年
- コリン・ブルース『ワトスン君、これは事件だ!』角川文庫、2001年1
- コリン・ブルース『まただまされたな、ワトスン君！』角川書店、2002年
- カーステン・ストラウド『ブラックウォーター・トランジット』文春文庫、2002年
- ロデリック・タウンリー『記憶の国の王女』徳間書店、2002年
- ジェニー・キャロル『メディエーター　霊能者の祈り』集英社文庫、2003年
- ポーラ・コーエン『運命の園に囚われて』角川文庫、2003年
- ルクレシア・グリンドル『夜を紡いで』集英社文庫、2004年
- カーステン・ストラウド『キューバ海峡』文春文庫、2004年
- ジェニー・キャロル『呪われた転校生 (メディエーター)』集英社文庫、2004年
- ジェイムズ・C. デイヴィス『人間ものがたり─―石器時代から現代までのわたしたちの歴史』日本放送出版協会、2005年
- カーステン・ストラウド『コブラヴィル』（上・下）文春文庫、2006年
- チャールズ・C. マン『1491―─先コロンブス期アメリカ大陸をめぐる新発見』日本放送出版協会、2007年
- ローリー・キング『捜査官ケイト　過去からの挨拶』集英社文庫、2008年
- ローラ・キンセイル『黒き影に抱かれて『二見文庫、2008年
- ジェニファー・リー・キャレル『シェイクスピア・シークレット』（上・下）角川書店、2009年
- マイケル・ドブズ『核時計零時1分前―─キューバ危機13日間のカウントダウン』日本放送出版協会、2010年
- テレサ・マデイラス『夜明けまであなたのもの』二見文庫、2010年
- ジェニファー・リー・キャレル『骨とともに葬られ』（上・下）角川文庫、2011年
- テレサ・マデイラス『運命は花嫁をさらう』二見文庫、2012年
- ニック・タース『動くものはすべて殺せ――アメリカ兵はベトナムで何をしたか』みすず書房、2015年、新装版2023年
- ティモシー・スナイダー『ブラッドランド──ヒトラーとスターリン 大虐殺の真実』（上・下）筑摩書房、2015年／ちくま学芸文庫、2022年
- チャールズ・C. マン『1493――世界を変えた大陸間の「交換」』紀伊國屋書店、2016年
- ケイティ・バトラー『天国の扉をたたくとき──穏やかな最期のためにわたしたちができること』亜紀書房、2016年
- ジョン・ウィリアムズ『ブッチャーズ・クロッシング』作品社、2018年
- エリック・シュローサー『核は暴走する──アメリカ核開発と安全性をめぐる闘い』（上・下）河出書房新社、2018年
- A.R.ホックシールド『壁の向こうの住人たち――アメリカの右派を覆う怒りと嘆き』 岩波書店、2018年
- ジョン・ウィリアムズ『アウグストゥス』作品社、2020年
- アンシア・シモンズ作、カシワイ絵『ライトニング・メアリ──竜を発掘した少女』岩波書店、2022年
- チャールズ・C. マン『魔術師と予言者――2050年の世界像をめぐる科学者たちの闘い』紀伊國屋書店、2022年
- ベンジャミン・ウチヤマ『日本のカーニバル戦争――総力戦下の大衆文化1937-1945』みすず書房、2022年
- アン・ハーゲドーン『スリーパー・エージェント　潜伏工作員』作品社、2024年